# .ee
.ee は、国別コードトップレベルドメイン (ccTLD) の一つ。エストニアに割り得てられている。EEnetによって管理されている。